# Experiments and Observations on Different Kinds of Air

Experiments and Observations on Different Kinds of Air (1774–86) (română: Experimente și Observații pe Diferite Tipuri de Aer) este o lucrare de șase volume publicată de polimatul englez din secolul al XVIII-lea Joseph Priestley în care se raportează o serie din experimentele acestuia cu privire la așa-numitele "aere" sau gaze. Cea mai notabilă descoperire este cea a oxigenului gazos (pe care acesta la denumit "aerul deflogisticat"). 